# هنری آگوستوس روولاند
هنری آگوستوس روولاند (انگلیسی: Henry Augustus Rowland؛ زاده ۲۷ نوامبر ۱۸۴۸ درگذشته ۱۶ آوریل ۱۹۰۱) یک فیزیک‌دان اهل ایالات متحده آمریکا بود.